# Ђорђе Станојевић
Ђорђе M. Станојевић (Неготин, 7. април 1858 — Париз, 11. децембар 1921) био је српски физичар, професор Велике школе, професор и ректор Београдског универзитета. Заслужан је за увођење првог електричног осветљења и изградњу првих хидроелектрана у Србији.

## Биографија
Рођен је 7. априла 1858. године у Неготину, где је завршио четири разреда основне школе и четвороразредну нижу гимназију. Више разреде гимназије завршио је у Београду, затим је 1877. уписао Природно-математички одсек Филозофског факултета у Београду. Тих година је, још као високошколац, писао своје прве стручне радове. Године 1881. дипломирао је на Великој школи у Београду и професор Коста Алковић га је задржао као асистента приправника на Катедри за физику. Исте године боравио је у Паризу на првој међународној изложби о електрицитету. На положају асистента је остао до 1883. године када је положио професорски испит из физике, механике и астрономије. Исте године је постављен за професора физике у Првој београдској гимназији.
Током више десетлећа рада, поред питања електрицитета и његове употребне вредности, бавио се и истраживањима из области физике, механике, астрономије, као и новим техничким проналасцима: фотографијом у боји, расхладним уређајима и другим областима. У периоду од 1883. до 1887. године био је, као питомац Министарства војног, на студијама и раду у најпознатијим астрономским и метеоролошким опсерваторијама Европе (Потсдам, Хамбург, Медон, Гринич, Кју, Пулково). Због својих резултата добио је позив од стране Париске опсерваторије да учествује у научно-истраживачкој експедицији ради проучавања Сунца и то у Петровску где је учествовао у проучавању потпуног помрачења Сунца, а две године касније и у другој научно-истраживачкој експедицији ради проучавања Сунца и термичког спектра у Сахари. За то време, и нешто касније, објавио је неколико научних радова из астрофизике у издањима Париске академије наука. То су први научни радови из астрономије уопште код Срба.
Често је боравио у европским градовима где је учествовао на скуповима и изложбама из разних области науке и технике, прикупљао знања и искуства која је, одмах потом, покушавао пренети у своју земљу. Заслужан је за увођење првог електричног осветљења у Београд и тадашњу Србију, крајем осамдесетих година 19. века, уместо до тада преовлађујућег гасног осветљења. То је Београд увело међу прве престонице Европе са потпуно електричним осветљењем.
Године 1887. постао је редовни професор физике и механике на Војној академији, а 1893. је постао редовни професор експерименталне физике на Великој школи у Београду. Средином првог десетлећа двадесетог века је постао редовни професор Универзитета у Београду, а 1909. године и декан Филозофског факултета у Београду. Школске 1913/1914. године постављен је на место ректора Београдског универзитета, и на том месту остао све до 1919. године. Био је пријатељ и поштовалац дела Николе Тесле, написао је књигу „Никола Тесла и његова открића“, Београд, 1894. године.
Више година је радио на изучавању могућности изградње електричних централа у Србији, а нарочито могућности коришћења водних токова у ту сврху, проучавао је хидроенергетске потенцијале река у Србији. Заслужан је за изградњу првих хидроелектрана у Србији: Ужице на Ђетињи, Вучје на Вучјанци, Ниш на Нишави, Велико Градиште на Пеку, Власотинце на Власини, Ивањица на Моравици и Зајечар на Тимоку. Конструисао је и Београдску термоцентралу, а заслужан је и за прво демонстрирање радија 1908. године у Београду.
У својим предавањима на Физичком институту Велике школе, јуна 1901. године, Станојевић је закључио да „...Водопад који највише снаге у себи има, без сумње је водопад Вучјанског потока близу села Вучја“, око 17 километара далеко од Лесковца. На том месту, вода пада у неколико скокова, који нису далеко један од другога и носе разне називе као: Дев Казан, Ђокин Вир, итд., са висине веће од 100 метара. Количина воде износи при малој води око пола кубног метра, те и снага коју тај водопад може да дâ, изнеће око 500 парних коња. По жељи неколико угледних грађана Лесковца, простудирао сам питање о доводу те снаге у Лесковац и нашао да би се оно на сразмерно лак начин могло извести. За прво постројење имало би се узети 500 парних коња подељено на две турбине и динамо машине од по 150 коња. На тај начин би, према потреби, радила само једна турбина, или обе, a у извесним случајевима служиле би једна другој за резерву.“
Умро је 11. децембра 1921. године у Паризу.

## Занимљивости
У Неготину постоји Трг Ђорђа Станојевића, а на Новом Београду од 2005. постоји улица Ђорђа Станојевића.
У згради Електродистрибуције у Неготину од 1992. постоји спомен-соба Ђорђа Станојевића.
Електропривреда Србије поводом свог дана, 6. октобра, додељује признање „Ђорђе Станојевић“ за допринос у развоју српске електропривреде.